# Раушская набережная
Ра́ушская на́бережная — набережная на правом берегу Москвы-реки в районе Замоскворечье Центрального административного округа города Москвы. Проходит от улицы Балчуг до Большого Устьинского моста. Нумерация домов ведётся от улицы Балчуг. Соединена с Садовнической улицей 1-м и 2-м Раушскими переулками.

## Название
Получила современное название в 1-й половине XIX века по находившимся в этой местности с XV века ровушек — канав, отводивших воду из пойменных земель Замоскворечья (засыпаны в 1835 году). Существовала также форма Роушская набережная.
Происхождение прежнего названия — Заяи́цкая набережная — неясно. Вероятные версии — известной с XVI века церкви святителя Николая Чудотворца в Заяицком, от торговых гостей, приходивших «из-за Яика» (из Средней Азии), или от яицких казаков, обосновавшихся здесь в Смутное время (см. ). Изменение названий замоскворецких набережных в 1870-е гг. связано с постройкой новых мостов на Москве-реке, в том числе впервые построенного Устьинского моста.

## История
В 1495 году напротив Кремля был основан государев сад. Его работники селились в слободах Верхние Садовники (Берсеневская набережная), Средние (Софийская набережная) и Нижние Садовники (к востоку от Балчуга). К востоку от Балчуга между Москвой-рекой и старицей был прокопан канал, сохранившийся при устройстве Водоотводного канала в 1780-е гг. и окончательно засыпанный в 1876 гг.
В конце XIX века Раушская набережная индустриализуется. В 1896 году на набережной строится действующая по сей день электростанция (архитектор Н. П. Басин), впоследствии перестроенная И. В. Жолтовским и В. Е. Дубовским. Здесь же в наши дни — головная контора Мосэнерго.
Современная Раушская набережная — «необитаемый остров»: в окру́ге осталось лишь два жилых дома, стоящих в стороне, по Садовнической улице. В конце набережной, у Большого Устьинского моста в 1928 году был выстроен большой жилой дом (№ 32) по проекту архитектора Б. В. Ефимовича, однако в послевоенные годы он пришёл в аварийное состояние и был снесен в 1989 году; огороженная площадка между мостом и храмом свт. Николы Заяи́цкого пустовала до 2015 года; в 2017 году здесь был построен жилой комплекс
«Балчуг Резиденс».

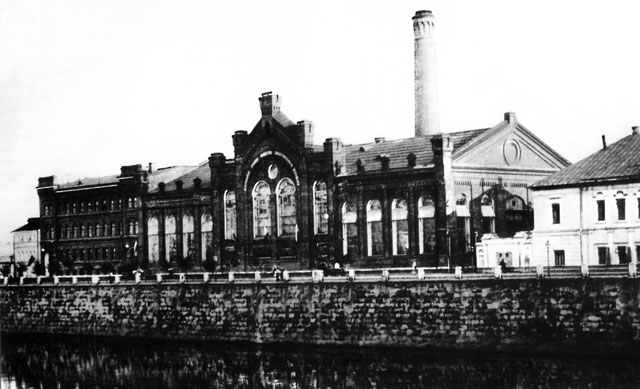
Электростанция, фото 1896
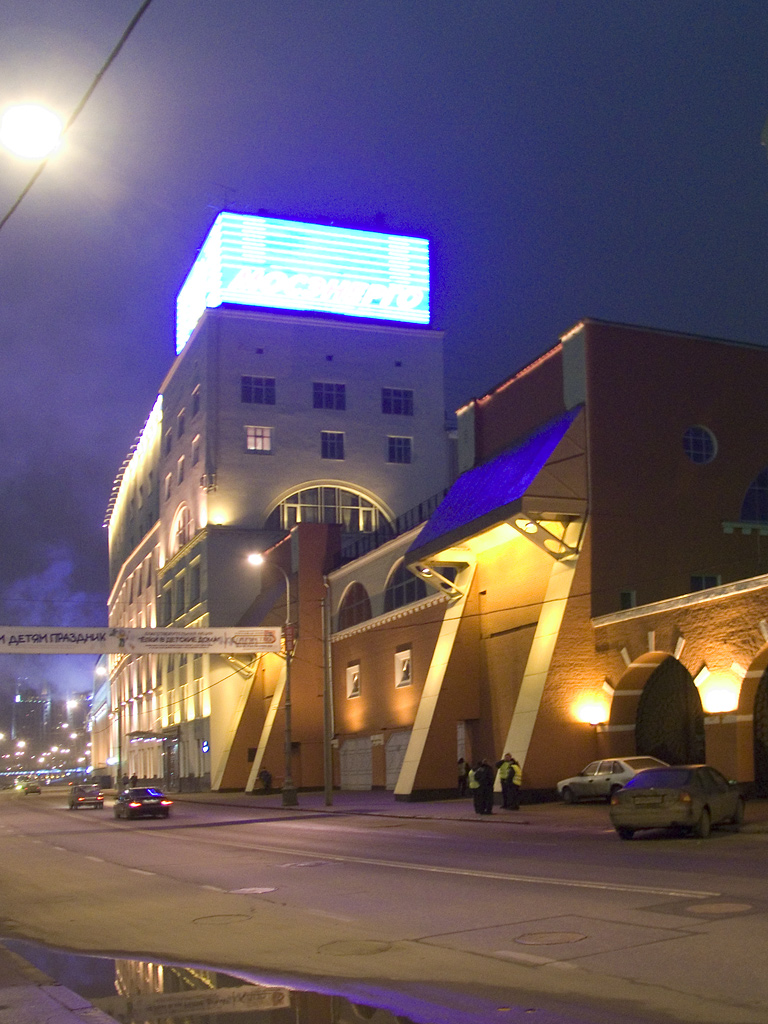
Электростанция, корпус 1911 г., фото 2000-х гг.
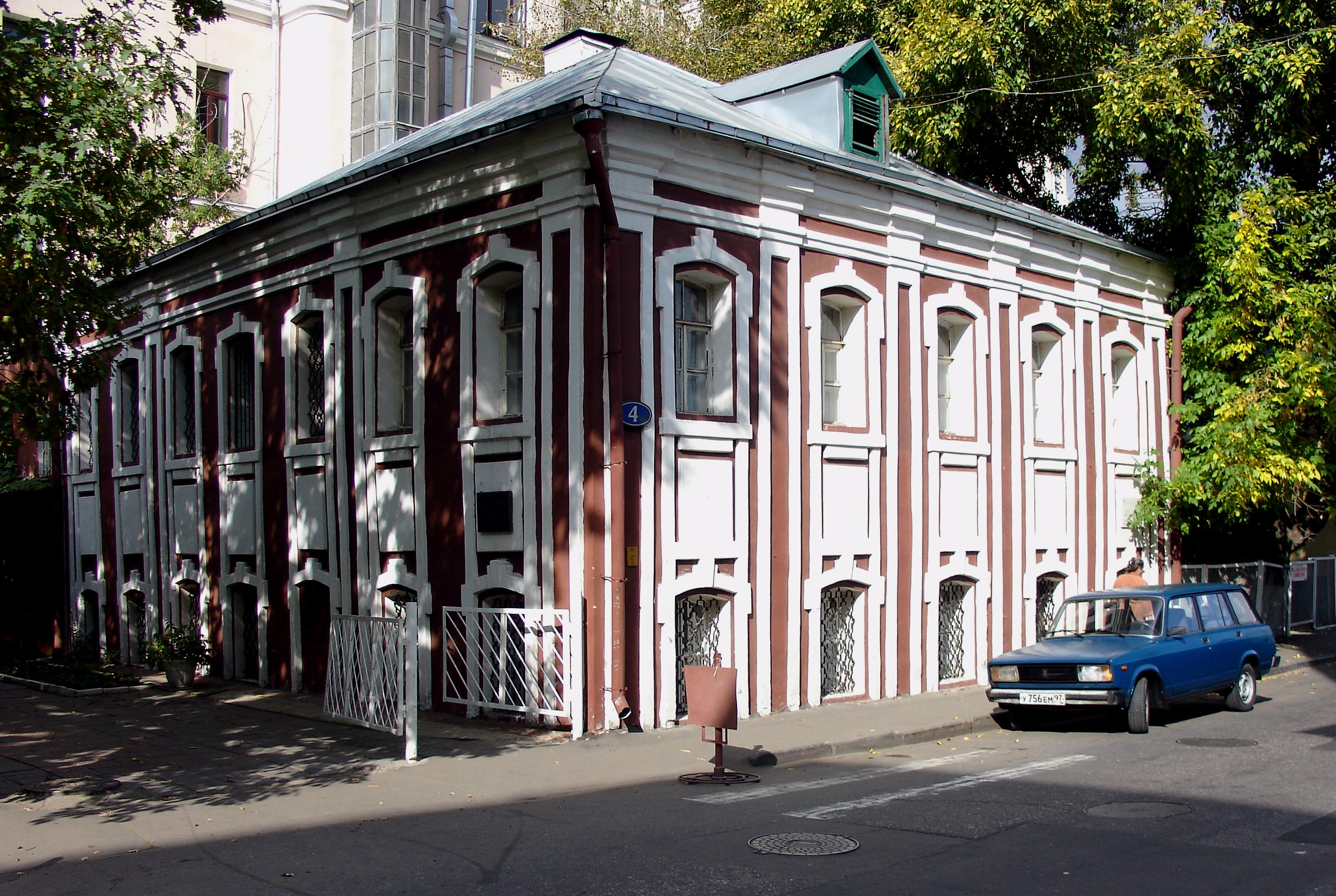
Дом причта Храма свт. Николая Чудотворца

## Примечательные здания и сооружения
По нечётной стороне находится Москва-река.
По чётной стороне:
- № 2 — гостиница Балчуг-Кемпински, бывшая просто «Балчуг», до 1917 — Ново-Москворецкое подворье (полностью перестроена в 1990-е гг.)
- № 4 — бывшая гостиница Хрулёвой
- № 8 — Электростанция Общества электрического освещения (1905—1907, архитектор Р. И. Клейн)[1]
- № 10, 12 — Московская городская электростанция (МГЭС-1; «Раушская») «Общества электрического освещения 1886 года» — ГЭС-1 им. П. Г. Смидовича МОГЭС (конец XIX в. — 1-я треть XX в., архитекторы Н. П. Басин, Н. Н. Благовещенский, И. В. Жолтовский, В. Е. Дубовской, инженер-технолог А. Г. Бессон и др.), объект культурного наследия регионального значения. Ныне — ГЭС-1 ОАО «Мосэнерго»
  - № 10, стр. 1 — Главный корпус с машинным залом и котельными (1896—1897, 1907, 1911, 1926, 1928, архитекторы Н. П. Басин, Н. Н. Благовещенский, И. В. Жолтовский, инженер-технолог А. Г. Бессон, гражданский инженер В. В. Николя, военный инженер Н. В. Смирнов);
  - № 10, стр. 2 — Контора с насосной станцией (1896 , 1911, архитектор Н. П. Басин);
  - № 12 — Корпус с машинным залом синхронных преобразователей (1925, 1928).
- № 22/21 — жилой дом XVIII—XIX веков, выявленный объект культурного наследия. Ныне — здание управления ГУП «Мосгортранс».
- № 24 — двухэтажный дом XVIII—XIX веков
- № 26/4 — дом причта храма Николы Заяицкого, середина XVIII века
- № 26/1-3 — Храм святителя Николая в Заяицком, 1749—1759
- № 28 — Жилой дом И. В. Целибеева М. А. Арсентьева (1789 г., 1802 г., 1835 г., 1892 г.), выявленный объект культурного наследия.

## Транспорт

### Автобус
- № с920 — от Большого Устьинского моста до улицы Балчуг.